# Éply
Éply is een dorp in het noorden van Frankrijk in de regio Grand Est en maakt deel uit van het arrondissement Nancy. De gemeente telde 297 inwoners op 1 januari 2022.

## Geschiedenis
Het lag tussen 1870 en 1919 op de grens met Duitsland, toen het Duitse Rijk.
De gemeente maakte voor 2015 deel uit van het kanton Nomeny. Toen het kanton op 22 maart 2015 werd opgeheven werd de gemeenten ervan opgenomen opgenomen in het op die dag gevormde kanton Entre Seille et Meurthe.

## Geografie
De oppervlakte van Éply bedraagt 11,17 vierkante kilometer; Op 1 januari 2022 was de bevolkingsdichtheid 26,6 inwoners per km².
De onderstaande kaart toont de ligging van Éply met de belangrijkste infrastructuur en aangrenzende gemeenten.

## Demografie
Onderstaande figuur toont het verloop van het inwonertal.
Abaucourt · Armaucourt · Arraye-et-Han · Autreville-sur-Moselle · Belleau · Belleville · Bey-sur-Seille · Bezaumont · Bouxières-aux-Dames · Bratte · Brin-sur-Seille · Chenicourt · Clémery · Custines · Dieulouard · Éply · Faulx · Jeandelaincourt · Landremont · Lanfroicourt · Lay-Saint-Christophe · Létricourt · Leyr · Mailly-sur-Seille · Malleloy · Millery · Moivrons · Montenoy · Morville-sur-Seille · Nomeny · Phlin · Port-sur-Seille · Raucourt · Rouves · Sainte-Geneviève · Sivry · Thézey-Saint-Martin · Ville-au-Val · Villers-lès-Moivrons